# Struisveermos
Struisveermos (Ptilium crista-castrensis ) is een soort uit het geslacht Ptilium.

## Determinatie
Struisveermos vormt zoden. De stengel is rechtopstaand, opvallend regelmatig geveerd en wordt tot 15 cm lang. De zijtakken groeien duidelijk in één vlak.

## Syntaxonomie
Struisveermos staat te boek als kensoort van de klasse van naaldbossen (Vaccinio-Piceetea).